# Číčovské luhy
Číčovské luhy este o arie protejată (arie specială de conservare — SAC, sit de importanță comunitară — SCI) din Slovacia întinsă pe o suprafață de 483,7 ha, integral pe uscat.

## Localizare
Centrul sitului Číčovské luhy este situat la coordonatele 47°46′03″N 17°43′53″E / 47.767594°N 17.731516°E.

## Înființare
Situl Číčovské luhy a fost declarat sit de importanță comunitară în aprilie 2004 pentru a proteja 1 specie de plante și 15 specii de animale. Situl a fost protejat și ca arie specială de conservare în martie 2004.

## Biodiversitate
Situată în ecoregiunea panonică, aria protejată conține 4 habitate naturale: Păduri mixte riverane de Quercus robur, Ulmus laevis și Ulmus minor, Fraxinus excelsior sau Fraxinus angustifolia, de-a lungul marilor râuri (Ulmenion minoris), Păduri aluvionare cu Alnus glutinosa și Fraxinus excelsior (Alno-Padion, Alnion incanae, Salicion albae), Ape stătătoare oligotrofe până la mezotrofe, cu vegetație de Littorelletea uniflorae și/sau de Isoëto-Nanojuncetea, Lacuri eutrofice naturale cu vegetație de tip Magnopotamion sau Hydrocharition.
La baza desemnării sitului se află mai multe specii protejate:
- plante (1): Cirsium brachycephalum
- amfibieni (1): buhai de baltă cu burta roșie (Bombina bombina)
- mamifere (2): vidră de râu (Lutra lutra), Microtus oeconomus mehelyi
- nevertebrate (3): Anisus vorticulus, Graphoderus bilineatus, libelule (Leucorrhinia pectoralis)
- pești (9): avat (Aspius aspius), zvârluga (Cobitis taenia), Gymnocephalus baloni, țipar (Misgurnus fossilis), săbiță (Pelecus cultratus), boarță (Rhodeus sericeus amarus), Rutilus pigus, dunăriță (Sabanejewia aurata), țigănuș (Umbra krameri)

Pe lângă speciile protejate, pe teritoriul sitului au mai fost identificate 1 specie de plante, 4 specii de amfibieni, 4 specii de mamifere, 1 specie de reptile.